# Cruzília (kommun)
Cruzília är en kommun i Brasilien.   Den ligger i delstaten Minas Gerais, i den sydöstra delen av landet, 700 km sydost om huvudstaden Brasília. Antalet invånare är 14 596.
Följande samhällen finns i Cruzília:
- Cruzília

Omgivningarna runt Cruzília är huvudsakligen savann. Runt Cruzília är det ganska glesbefolkat, med 21 invånare per kvadratkilometer.